# Yakup Satar
Yakup Satar (11 mars 1898 - 2 avril 2008), est un vétéran turc de la Première Guerre mondiale. Il fut le dernier vétéran ayant combattu lors de cette guerre pour l'Empire ottoman.
Né en Crimée, Satar rejoignit les forces armées ottomanes en 1915. Le 23 février 1917, il fut capturé par les forces britanniques et indiennes lors de la bataille de Kut, en Irak. Satar a également servi au sein des forces de Mustafa Kemal Atatürk lors de la Guerre d'indépendance turque.
Peu avant son cent-dixième anniversaire, il fut hospitalisé pour une légère infection, puis put regagner son domicile, à Eskişehir, où il vivait avec sa fille.
Il décéda le 2 avril 2008, à l'âge de 110 ans.

## Source
- (en) Cet article est partiellement ou en totalité issu de l’article de Wikipédia en anglais intitulé « Yakup Satar » (voir la liste des auteurs).